# Scutularia vermifera
Scutularia vermifera är en svampart som först beskrevs av William Phillips, och fick sitt nu gällande namn av Pier Andrea Saccardo 1889. Scutularia vermifera ingår i släktet Scutularia och familjen Helotiaceae.   Inga underarter finns listade i Catalogue of Life.